# Olivetti, Moulinex, Chaffoteaux et Maury
Olivetti, Moulinex, Chaffoteaux et Maury és una obra que reuneix quinze contes i relats de l'escriptor Quim Monzó: "Redacció", "Thomson, Braun, Corberó, Philishave", "Préssec de poma", "La dama salmó", "Cacofonia", "Globus", "El nord del sud", "Trucs", "Nines russes", "To choose", "La carta", "Quatre quarts", "Un cinema", "El regne vegetal" i "Oldeberkoop". Va ser publicada l'any 1980 a Quaderns Crema i el 1981 va aconseguir el Premi Crítica Serra d'Or de Literatura i Assaig.
L'obra ha estat traduïda a l'alemany (Olivetti, Moulinex, Chaffoteaux et Maury, dins Hundert Geschichten, Frankfurter Verlagsanstalt, Frankfurt), a l'anglès (O’Clock, Ballantine Books, Nova York), a l'espanyol (Olivetti, Moulinex, Chaffoteaux et Maury, dins Ochenta y seis cuentos, Editorial Anagrama, Barcelona), al francès (Olivetti, Moulinex, Chaffoteaux et Maury, Atelier du Gué, Fédérop & le Chiendent, Lió, i Le Serpent à Plumes Éditions, París), i a l'italià (Olivetti, Moulinex, Chaffoteaux et Maury, Marcos & Marcos, Milà).